# Vertikalt jordbruk

Verticalt jordbruk i Singapore

Vertikalt jordbruk är en agrikulturell teknik där storskaligt jordbruk sker inom tätorter genom att odlingen förläggs till höghus eller vertikala odlingar antingen inomhus eller på fasader och hustak. Genom att använda resurser och metoder som används i växthus såsom hydrokultur går det att odla frukt, grönsaker, ätbara svampar och alger året runt.
Förespråkarna argumenterar att om de traditionella jordbruken får återgå till vildmark och de långa transporterna från jordbruksområdena till konsumenterna försvinner (där stora mängder koldioxid släpps ut) mildras påverkan på växthuseffekten. Kritiker har å andra sidan noterat att kostnaderna för den extra energin som behövs för artificiell belysning, upphettning och andra delar av produktionen i det vertikala jordbruket kan överväga vinsten av att ha produktionen närmare konsumenten.